# Dani Rodríguez (calciatore)
Daniel José Rodríguez Vázquez, meglio noto come Dani Rodríguez (Betanzos, 6 giugno 1988), è un calciatore spagnolo, centrocampista del Maiorca.

## Caratteristiche tecniche
È un centrocampista centrale.

## Carriera
Ha esordito nella Liga il 17 agosto 2019, disputando con il Maiorca il match vinto 2-1 contro l'Eibar.